# Васильев, Владимир Петрович
Владимир Петрович Васильев (17 января 1934, Самара — 13 июля 1993, Москва) — советский актёр театра и кино, Заслуженный артист РСФСР (1979), артист Московского драматического театра им. Ермоловой.

## Биография
Владимир Петрович родился в семье выдающегося театрального режиссёра, заслуженного деятеля искусств РСФСР  Петра Павловича Васильева, являвшегося сторонником традиции русского реалистического театра, русской школы театральной игры, основа которой — классическая драматургия. Стоит ли удивляться, что сын знаменитого постановщика решил также связать свою жизнь с театром, став актёром.
В начале 1950-х годов Владимир Васильев поступил в ГИТИС, на курс актёру и режиссёру МХАТа, профессору Григорию Конскому, где вместе с ним учились Марк Захаров, Люсьена Овчинникова, Лия Элиава, Юрий Горобец.
Уже через год после окончания Государственного института театрального искусства, в 1955 году Владимир Васильев снимается в своей первой картине «Есть такой парень» режиссёра Виктора Ивченко. Роль Гришони в этом фильме стала одной из немногих главных ролей в обширном списке киноработ артиста, среди которых можно выделить также образ подрывника Бориса Георгиевича Корецкого, созданный Васильевым в советском мюзикле «Черёмушки». В этой лирической кинооперетте на вечно актуальную тему «жилищного вопроса» герой Владимира Петровича настойчиво добивался внимания главной героини, которую сыграла балерина Ольга Леонидовна Заботкина.
Главных ролей в жизни Владимира Васильева больше не было. На экране он создал целую галерею эпизодических образов, но даже не был упомянут в титрах некоторых картин. Чаще всего это были роли разного рода иностранцев, образы простых «положительных» строителей коммунизма режиссёры с формулировкой «нетипичная внешность для советского человека» доверяли артисту гораздо реже.
В 1970-х — 1980-х годах Владимир Петрович активно работал над озвучиванием телевизионных фильмов, в частности над многосерийной картиной венгерского производства «Безымянный замок», снятый по роману М. Йокаи.
Особое место в жизни Владимира Петровича занимал театр, давший ему возможность сверкать всеми гранями своего артистического таланта. Прослужив в Театре имени Ермоловой всю свою жизнь, Владимир Васильев, сыграл во множестве спектаклей, среди которых «Старший сын» Вампилова, «Мадемуазель Нитуш» Флоримона Эрве и многие другие.
В 1993 году у Владимира Петровича Васильева случился инсульт, пережить который он не смог. Похоронен актёр на Донском кладбище в Москве.

### Семья
Жена — Оксана Васильева (1967 г.р.), врач. Сын — Владислав.

## Звания и награды
- Заслуженный артист РСФСР (1 ноября 1979 г.)

## Фильмография
- 1956 — Карнавальная ночь — эпизод
- 1956 — Без вести пропавший — Вацлав
- 1956 — Кровавый рассвет — эпизод
- 1956 — Дело № 306 — милиционер, обнаруживший угнанный автомобиль (в титрах не указан)
- 1956 — Есть такой парень — Гришоня
- 1957 — Дорогой ценой — Степан
- 1957 — Черёмушки — Борис
- 1963 — «Короткие истории» (новелла «Условия развода»)
- 1964 — Карты
- 1965 — Первый посетитель — Скрипкин
- 1970 — Севастополь — Фастовец
- 1974 — Мадмуазель Нитуш (фильм-спектакль) — Флоридор
- 1975 — Рикки-Тикки-Тави — Эдгар, врач
- 1979 — Весь мир в глазах твоих… — эпизод
- 1979 — «Следствие ведут ЗнаТоКи». Дело № 14 «Подпасок с огурцом» — Пчёлкин
- 1981 — Фантазия на тему любви
- 1983 — Хозяйка детского дома — Андрей Михайлович
- 1987 — Костюмер (фильм-спектакль) — Джеффри Торнтон